# Karpatt

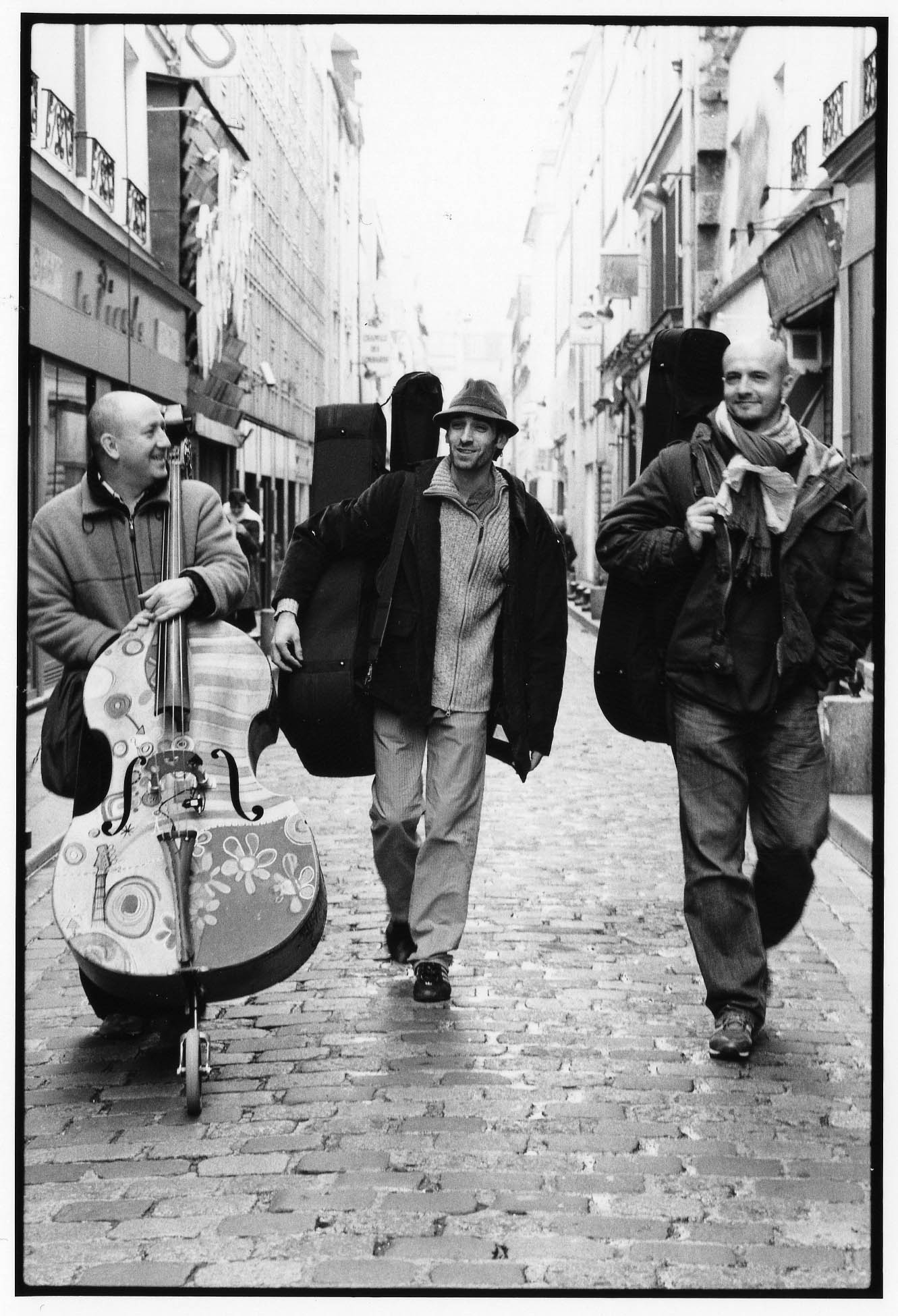
Karpatt

Karpatt ist eine französische Band, die französische Nouvelle Chansons und Nova Cançó Catalana vorträgt. Komponist der Chansons ist Frédéric Rollat.

## Geschichte
Die Band besteht seit 1994 aus den drei Musikern Frédéric Rollat, der die Texte schreibt, singt und Gitarre spielt, Hervé Jegousso der den Kontrabass spielt und Gaétan Lerat dem Gitarristen.
In dieser kleinen Besetzung spielen sie Jazz, Walzer, Java und auch Swing. Das Genre ist zwischen Happy Hardcore, Melodramatischen Melodien, Pop-Songs und Rock einzuordnen, auch wurden spanische und zuletzt kubanische Einflüsse in ihre Musik mit integriert. Bei ihren Auftritten erweitern sie das Spektrum ihrer Instrumente über Banjo, Mundharmonika, Akkordeon bis hin zu Blasinstrumenten. Die Texte sind meist humorvoll.
2008 trat Karpatt zum ersten Mal in Deutschland bei einer Tournee auf. Es folgten Auftritte bei Festival Perspectives Saarbrücken, Schaubudensommer Dresden, Werkstattwoche Jena u. a.
2009 wurde das Trio zum Quartett und der Schlagzeuger Luc Durand in die Gruppe aufgenommen.

## Diskografie
Alben

| Jahr | Titel              | Höchstplatzierung, Gesamtwochen, AuszeichnungChartsChartplatzierungen (Jahr, Titel, Platzierungen, Wochen, Auszeichnungen, Anmerkungen) | Anmerkungen |
| Jahr | Titel              | FR | Anmerkungen |
| ---- | ------------------ | --- | ----------- |
| 2004 | Dans le caillou    | FR161 (4 Wo.)FR |             |
| 2006 | Dans d’beaux draps | FR113 (11 Wo.)FR |             |
| 2009 | Montreuil          | FR114 (6 Wo.)FR |             |
| 2010 | À droite à gauche  | FR198 (1 Wo.)FR | Livealben   |
| 2016 | Angora             | FR183 (1 Wo.)FR |             |

Weitere Alben
- 2002: A l’ombre du ficus
- 2011: Sur le quai